# Deutsche Waggon Union

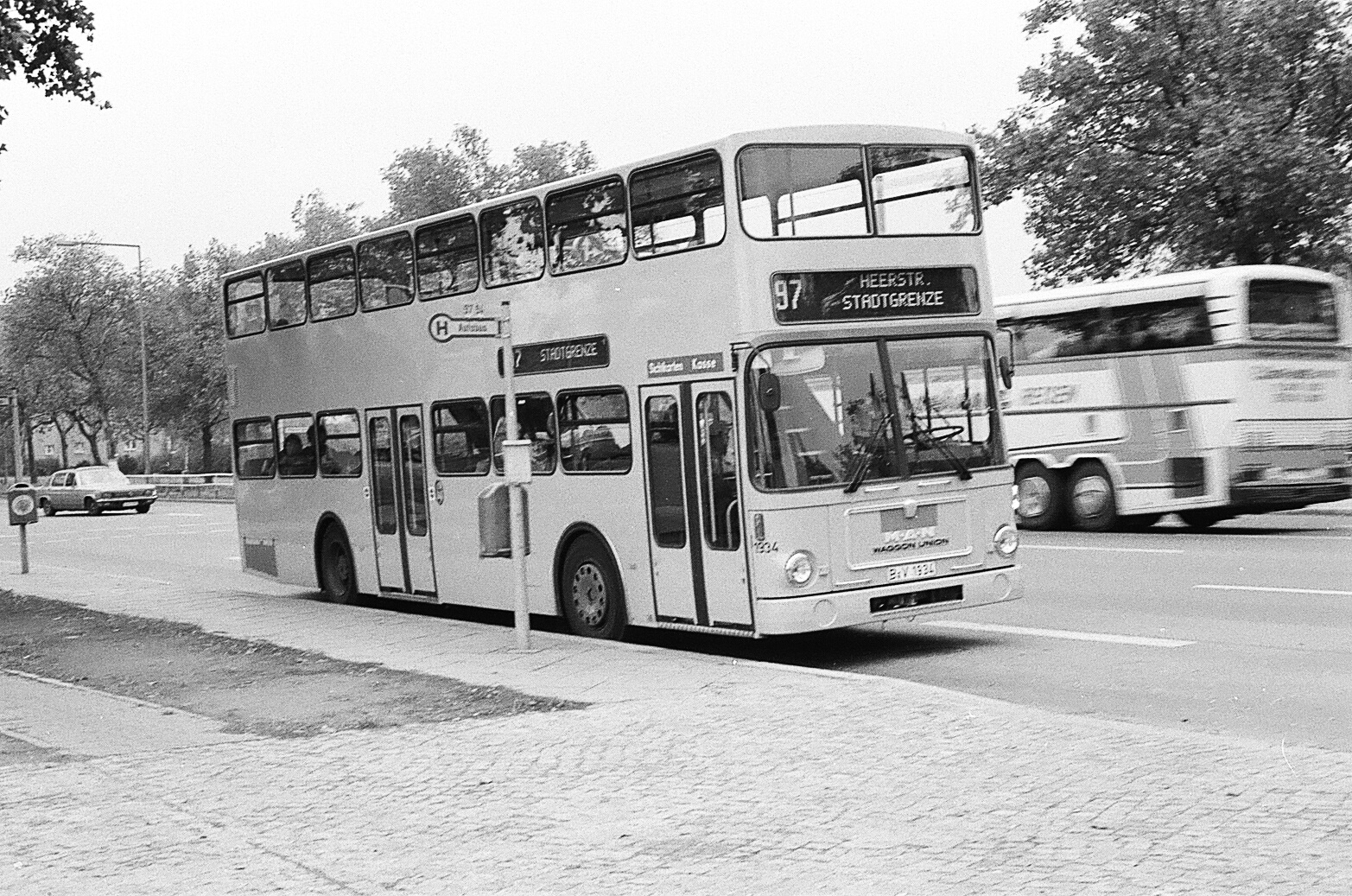
Berlin-dubbeldäckare with MAN-chassi och Waggon Union-kaross

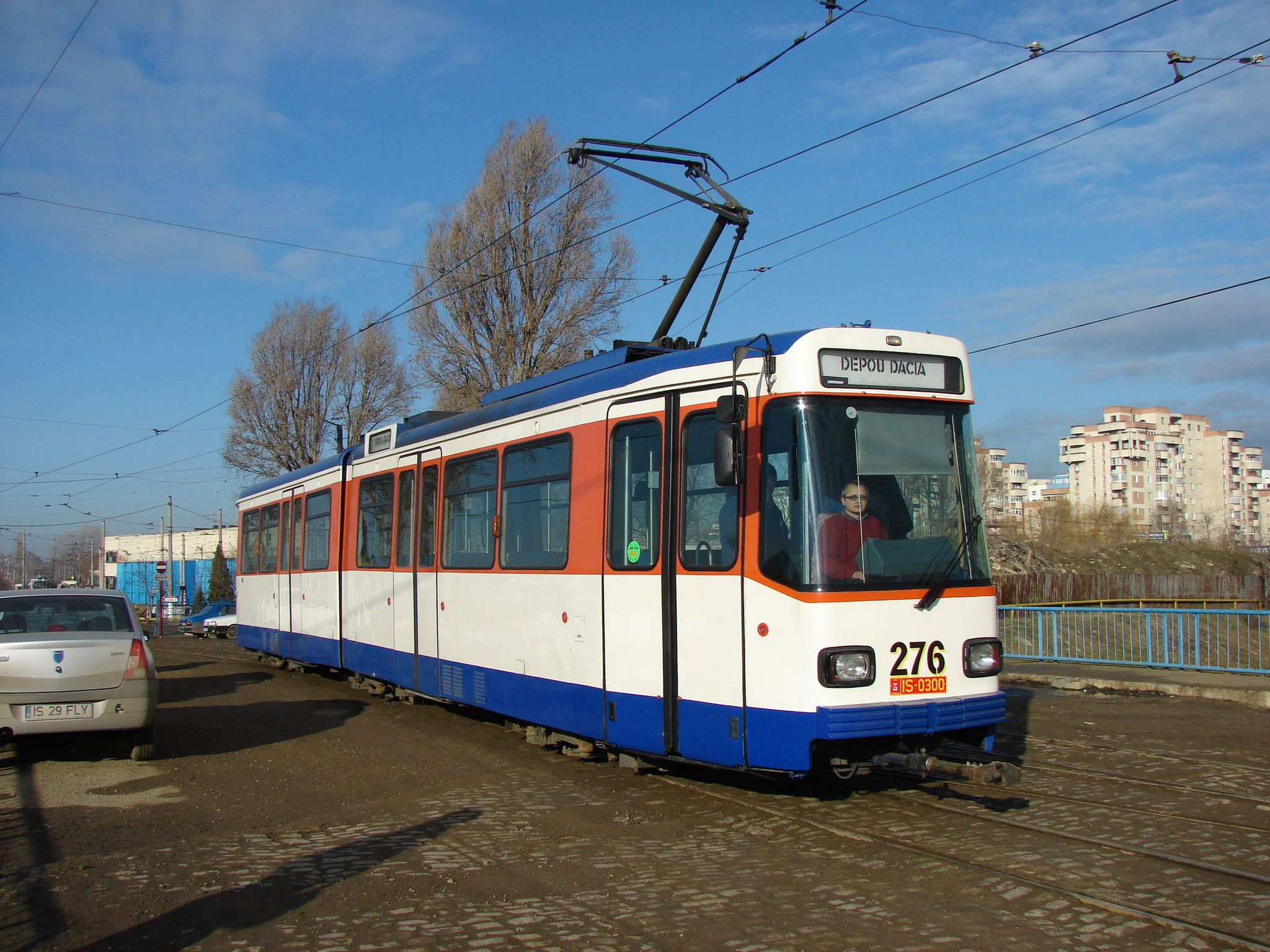
Spårvagn typ ST10 byggd 1997 för Darmstadt, köpt 2007 av staden Iași i Rumänien

Deutsche Waggon Union AG var en tysk tillverkare av rälsfordon och busskarosser i Berlin.
Deutsche Waggon Union bildades 1971 genom en sammanslagning av Deutsche Waggon- und Maschinenfabrik (Quandt-gruppen), SEAG Waggonbau Dreis-Tiefenbach (Thyssen-koncernen, tidigare Siegener Eisenbahnbedarf AG) och Rheinstahl Transporttechnik. År 1975 köptes Westwaggons boggietillverkning. 
Deutsche Waggon- und Maschinenfabrik hade sitt ursprung i Deutsche Waffen und Munitionsfabriken, ett ammunitionstillverkande företag , som var känt för tillverkning av Luger-pistolen. Efter andra världskriget ändrade företagets Berlin-del inriktning till renovering och nybyggnad av rälsfordon och järnvägsutrustning och bytte 1952 namn till Deutsche Waggon und Maschinenfabrik.
Deutsche Waggon Union köptes av ABB Henschel 1990. År 1996 fusionerades ABB Henschel med Daimler Benz rälsfordonsdel till ABB Daimler Benz Transportation (Adtranz), vilket 2001 köptes av Bombardier Transportation. Som en följd av kartellmyndigheten Bundeskartellamts ställningstagande om marknadsdominans delades företagets verksamhet så att den nybyggda fabriken i Berlin-Wilhelmsruh i Pankow övertogs av Stadler Rail och att verksamheten i Netphen vid Siegen fortsatte inom Adtranz. Den tidigare fabriken vid Miraustrasse lades ned. 
Siegen-fabriken slutade 1996 bygga vagnar, och har sedan dess varit specialiserad på tillverkning av boggier.